# DK Metcalf
(en) Statistiques sur pro-football-reference
DeKaylin Zecharius Metcalf, souvent appelé DK Metcalf, né le 15 décembre 1997 à Oxford (Mississippi), est un sportif professionnel américain de football américain jouant au poste de wide receiver dans la National Football League (NFL) depuis la saison 2019 et pour la franchise des Steelers de Pittsburgh depuis la saison 2025.
Au niveau universitaire, il a joué pendant six saisons dans la NCAA Division I FBS pour les Rebels de l'université du Mississippi avant d'être sélectionné en 64e choix lors du deuxième tour de la draft 2019 par la franchise des Seahawks de Seattle. Il y joue six saisons au cours desquelles il est sélectionné dans la première équipe All-Pro 2020 et aux Pro Bowls 2021 et 2024. En 2025, il est échangé aux Steelers.
Son père, Terrence Metcalf (en), a joué au poste de guard pendant neuf saisons dans la NFL.

## Biographie

### Carrière universitaire
Étudiant à l'université du Mississippi, il a joué pour les Rebels d'Ole Miss de 2016 à 2018 dans la NCAA Division I FBS et sa Southeastern Conference.
Lors de son année freshman, Metcalf participe à deux matchs avant de se blesser au pied ce qui met fin à sa saison ce qui lui permet d'obtenir le statut de joueur redshirt. Il affiche ainsi un bilan de 2 réceptions pour un gain de 13 yards tout en inscrivant deux touchdowns.
En 2017, il effectue 39 réceptions pour 646 yards et 7 touchdowns. L'année suivante, il totalise 26 réceptions pour 569 yards avant de se blesser au cou contre les Razorbacks de l'Arkansas. En fin de saison, il déclare se présenter à la draft faisant l'impasse sur ses deux dernières années d'éligibilité.

### Carrière professionnelle
Metcalf est sélectionné par la franchise des Seahawks de Seattle en 64e choix global lors du deuxième tour de la draft 2019 de la NFL. Il signe par la suite un contrat de quatre ans pour un montant de 4,6 millions de dollars avec les Seahawks.
Il devient aussitôt titulaire parmi les receveurs des Seahawks au début de la saison 2019. Il marque son premier touchdown professionnel lors de la 2e semaine contre les Steelers de Pittsburgh en réceptionnant une passe du quarterback Russell Wilson. Au fur et à mesure que la saison avance, il devient une des principales cibles de Russell Wilson et termine la saison avec un gain de 900 yards et 7 touchdowns en 58 réceptions.
La saison suivante, Metcalf confirme son talent, avec Tyler Lockett, sont considérés comme une des meilleures paires de receveurs dans la ligue. Lors de la 7e semaine contre les Cardinals de l'Arizona, il fait sensation lorsqu'il poursuit le défenseur adverse Budda Baker le long du terrain, ce dernier ayant intercepté une passe de Russell Wilson près de la end zone des Carindals . Pensant n'avoir aucun joueur des Seahawks autour de lui pour l'arrêter, Baker est plaqué de toute justesse près de la zone des buts des Seahawks par Metcalf, l'empêchant de marquer un touchdown défensif. En fin de saison, il totalise un gain de 1 303 yards et 10 touchdowns en réceptions ce qui lui vaut d'être sélectionné pour le Pro Bowl grâce à ses performances.
Début mars 2025, Metcalf demande aux Seahawks de l'échanger ce qui se concrétise par un échange avec les Steelers de Pittsburgh. Metcalf et les Steelers signent ensuite un contrat sur 5 ans pour 150 millions de dollars,.

### Vie privée
En 2022, il commence à fréquenter la chanteuse Normani, qu'il rencontre par l'intermédiaire de Russell Wilson. Ils se fiancent le 12 mars 2025.

## Statistiques
| Année       | Équipe            | Statut      | MJ |     | Passes réceptionnées | Passes réceptionnées | Passes réceptionnées | Passes réceptionnées |       | Courses | Courses | Courses | Courses |
| Année       | Équipe            | Statut      | MJ | Nb. | Yards                | Moy.                 | TD                   | Nb.                  | Yards | Moy.    | TD      |         |         |
| 2016        | Rebels d'Ole Miss | Fr.         | 02 | 02  | 013                  | 06,5                 | 2                    | -                    | -     | -       | -       |         |         |
| 2017        | Rebels d'Ole Miss | Fr.         | 12 | 39  | 646                  | 16,6                 | 7                    | -                    | -     | -       | -       |         |         |
| 2018        | Rebels d'Ole Miss | So.         | 07 | 26  | 569                  | 21,9                 | 5                    | -                    | -     | -       | -       |         |         |
| Totaux NCAA | Totaux NCAA       | Totaux NCAA | 21 | 67  | 1 228                | 18,3                 | 14                   | -                    | -     | -       | -       |         |         |

| Année      | Équipe              | MJ |     | Passes réceptionnées | Passes réceptionnées | Passes réceptionnées | Passes réceptionnées |       | Courses | Courses | Courses | Courses |  | Fumbles | Fumbles |
| Année      | Équipe              | MJ | Nb. | Yards                | Moy.                 | TD                   | Nb.                  | Yards | Moy.    | TD      | Nb.     | Perdus  |  |         |         |
| 2019       | Seahawks de Seattle | 16 | 58  | 0 900                | 15,5                 | 0 7                  | 2                    | 11    | 5,5     | 0       | 3       | 3       |  |         |         |
| 2020       | Seahawks de Seattle | 16 | 83  | 1 303                | 15,7                 | 10                   | -                    | -     | -       | -       | 1       | 1       |  |         |         |
| 2021       | Seahawks de Seattle | 17 | 75  | 0 967                | 12,9                 | 12                   | 1                    | 06    | 6,0     | 0       | 1       | 0       |  |         |         |
| 2022       | Seahawks de Seattle | 17 | 90  | 1 048                | 11,6                 | 0 6                  | -                    | -     | -       | -       | 2       | 2       |  |         |         |
| 2023       | Seahawks de Seattle | 16 | 66  | 1 114                | 16,9                 | 0 8                  | -                    | -     | -       | -       | 0       | 0       |  |         |         |
| 2024       | Seahawks de Seattle | 15 | 66  | 0 992                | 15,0                 | 0 5                  | -                    | -     | -       | -       | 2       | 2       |  |         |         |
| Totaux NFL | Totaux NFL          | 97 | 438 | 6 324                | 18,3                 | 14                   | 2                    | 17    | 5,7     | 0       | 9       | 8       |  |         |         |